# KMN Kobarid
Il Klub Malega Nogometa Kobarid è una squadra slovena di Calcio a 5 con sede a Caporetto.
Dalla sua fondazione, avvenuta nel 2002, la squadra isontina ha sempre militato nella 1 Slovenian Futsal League.

## Rosa 2013-2014
| N. |                     | Ruolo | Calciatore     |
| -- | ------------------- | ----- | -------------- |
| 1  | Slovenia (bandiera) | G     | Deni Krivec    |
| 20 | Slovenia (bandiera) | G     | Igor Bratič    |
| 22 | Slovenia (bandiera) | G     | Miha Gorenšček |
| 3  | Slovenia (bandiera) | P     | Rok Hrast      |
| 4  | Slovenia (bandiera) | P     | Anže Štih      |
| 5  | Slovenia (bandiera) | P     | Aljaž Kusterle |
| 6  | Slovenia (bandiera) | P     | Domen Fratina  |
| 7  | Slovenia (bandiera) | P     | Dani Vulikić   |

| N. |                     | Ruolo | Calciatore    |
| -- | ------------------- | ----- | ------------- |
| 8  | Slovenia (bandiera) | P     | Primož Zorč   |
| 9  | Slovenia (bandiera) | P     | Rajko Uršič   |
| 11 | Slovenia (bandiera) | P     | Nino Zalašček |
| 12 | Slovenia (bandiera) | P     | Tomaž Volarič |
| 14 | Slovenia (bandiera) | P     | Jani Ručna    |
| 16 | Slovenia (bandiera) | P     | Aleš Gašperut |
| 18 | Slovenia (bandiera) | P     | Jure Lenarčič |
| 27 | Slovenia (bandiera) | P     | Jaka Sovdat   |

## Palmarès
- Campionati sloveni: 2
2009-10, 2013-14
- Coppa di Slovenia: 3
2004-05, 2005-06, 2014-15